# San Valentino (festa)
Il giorno di San Valentino, o colloquialmente San Valentino, è un giorno in cui si celebra l'amorevole unione tra coppie e innamorati come commemorazione del concetto universale di amore romantico o affetto reciproco tra amici, che si festeggia il 14 febbraio di ogni anno in molte regioni del mondo.
Il nome si rifà ad una festa cristiana in onore del martire cristiano Valentino di Terni, a sua volta sovrimposta alla precedente festività romana dei Lupercali, che, attraverso successive tradizioni popolari, è diventata una significativa celebrazione sociale e commerciale dell'amore in molti paesi del mondo, anche estranei alle tradizioni precedenti.
Popolarmente, in molti Paesi, le coppie si scambiano biglietti, fiori, cioccolatini o altre forme di doni per esprimere il loro amore o affetto reciproco. I simboli di San Valentino (cosiddetti -in inglese- valentines) usati oggi includono il simbolo del cuore, il cioccolato, le colombe e la figura di Cupido. In Italia, in diversi comuni sono in uso le cosiddette "chiavi di San Valentino", che vengono date agli innamorati come simbolo romantico e invito a sbloccare il cuore del donatore: in origine, esse venivano date ai bambini per scongiurare l'epilessia, chiamata la "malattia di San Valentino".
Il giorno di San Valentino non è un giorno festivo in nessun paese, sebbene sia un giorno di festa ufficiale nella Comunione anglicana e nella Chiesa luterana.

## La festività religiosa
L'originale festività religiosa prende il nome dal santo e martire cristiano Valentino di Terni e venne istituita nel 496 da papa Gelasio I, andando a sostituirsi alla precedente festa pagana dei Lupercalia, presumibilmente anche con lo scopo di cristianizzare la festività romana. 
Alla sua diffusione, soprattutto in Francia e in Inghilterra, contribuirono i Benedettini, attraverso i loro numerosi monasteri, essendo stati affidatari della basilica di San Valentino a Terni dalla fine della seconda metà del VII secolo.
Il tono religioso della festività, ad esclusione del luoghi in prevalenza anglicani, è comunque molto dimesso e secondario rispetto a quello commerciale. Negli ultimi 40 anni ha preso piede la moda, tra gli innamorati, di far recapitare le proprie lettere presso la basilica di San Valentino della città di Terni. Che però si tratti di folklore più che di devozione cristiana è testimoniato dall'analisi delle lettere, provenienti per più di un quarto dal Giappone, ove delle cartoline precompilate sono in un popolare modello di scatola di cioccolatini.

## Storia della festa degli innamorati
Nei giorni intorno alla metà di febbraio, nell'Antica Roma era usanza celebrare i Lupercalia, feste di purificazione di radice arcaica legate al ciclo di morte e rinascita della natura, dall'interpretazione molto controversa. Queste feste erano accompagnate da vari rituali che potrebbero essere in qualche modo sopravvissuti, trasfigurati, nelle tradizioni di sovvertimento dell'ordine del Carnevale.  
In particolar modo, alcune pratiche arcaiche della fertilità prevedevano che due giovani, dopo aver sacrificato capri e un cane, rivestissero il loro corpo nudo della pelle di questi e corressero attorno alla base del Palatino, percotendo con delle strisce della medesima pelle quelle donne che si offrivano al colpo onde propiziare la propria fecondità.
Questi riti, di natura ancestrale e legate alla sfera più antica e primordiale della sessualità umana, furono definite deplorevoli già nel tardo Impero Romano, e furono definitivamente bandite dai papi cristiani. In particolare, sembra che fu il papa Gelasio I a istituire, sul ceppo reciso dei Lupercali, una festività dedicata all'amore, associandola idealmente alla protezione di San Valentino.
È conosciuta, in ogni caso, la leggenda, secondo cui il santo avrebbe donato a una fanciulla povera una somma di denaro, necessaria come dote per il suo sposalizio, che, senza di questa, non si sarebbe potuto celebrare, esponendo la ragazza, priva di mezzi e di altro sostegno, al rischio della perdizione. Il generoso dono - frutto di amore e finalizzato all'amore - avrebbe dunque creato la tradizione di considerare il santo vescovo Valentino come il protettore degli innamorati. 
Una delle tesi più note è che l'interpretazione del giorno di san Valentino come festa degli innamorati si debba ricondurre al circolo di Geoffrey Chaucer, che nel Parlamento degli Uccelli associa la ricorrenza al fidanzamento di Riccardo II d'Inghilterra con Anna di Boemia; tuttavia, studiosi come Henry Kelly e altri hanno messo in dubbio questa interpretazione. In particolare, il fidanzamento di Riccardo II sarebbe da collocare al 3 maggio, giorno dedicato a un altro santo, omonimo del martire, san Valentino di Genova.
Pur rimanendo incerta l'evoluzione storica della ricorrenza, ci sono alcuni riferimenti storici, i quali fanno ritenere che la giornata di san Valentino fosse dedicata agli innamorati già dai primi secoli del II millennio. Fra questi, c'è la fondazione a Parigi, il 14 febbraio 1400, dell'"Alto Tribunale dell'Amore", un'istituzione ispirata ai princìpi dell'amor cortese. Il tribunale aveva lo scopo di decidere su controversie legate ai contratti d'amore, ai tradimenti e alla violenza contro le donne. I giudici venivano selezionati in base alla loro familiarità con la poesia d'amore.
La più antica "valentine" di cui sia rimasta traccia risale al XV secolo e fu scritta da Carlo d'Orléans, all'epoca detenuto nella Torre di Londra dopo la sconfitta alla battaglia di Agincourt (1415). Carlo si rivolge a sua moglie (la seconda, Bonne di Armagnac) con le parole: Je suis desja d'amour tanné, ma tres doulce Valentinée… (Sono già malato d'amore, mia dolcissima Valentina).
Successivamente, nell'Amleto di Shakespeare (1601), durante la scena della pazzia di Ofelia (scena V dell'atto IV), la fanciulla canta vaneggiando: "Domani è san Valentino e, appena sul far del giorno, io che son fanciulla busserò alla tua finestra, voglio essere la tua Valentina".
Inoltre, alla metà di febbraio si riscontrano i primi segni di risveglio della natura; nel Medioevo, soprattutto in Francia e Inghilterra, si riteneva che in quella data cominciasse l'accoppiamento degli uccelli, quindi l'evento si prestava a essere considerato la festa degli innamorati.

## San Valentino oggi
Soprattutto nei paesi di cultura anglosassone, e per imitazione anche altrove, il tratto più caratteristico della festa di san Valentino è lo scambio di valentine, bigliettini d'amore spesso sagomati nella forma di cuori stilizzati o secondo altri temi tipici della rappresentazione popolare dell'amore romantico (la colomba, l'immagine di Cupido con arco e frecce, e così via). A partire dal XIX secolo, questa tradizione ha alimentato la produzione industriale e la commercializzazione su vasta scala di biglietti d'auguri dedicati a questa ricorrenza. La Greeting Card Association ha stimato che ogni anno vengono spediti il 14 febbraio circa un miliardo di biglietti d'auguri, numero che colloca questa ricorrenza al secondo posto, come numero di biglietti acquistati e spediti, rispetto al Natale.
Già alla metà del XIX secolo, negli Stati Uniti, alcuni imprenditori come Esther Howland (1828-1904) cominciarono a produrre biglietti di san Valentino su scala industriale; a sua volta, la Howland si ispirò a una tradizione antecedente, originaria del Regno Unito. Fu proprio la produzione su vasta scala di biglietti d'auguri a dare impulso alla commercializzazione della ricorrenza e, al contempo, alla sua penetrazione nella cultura popolare. Il processo di commercializzazione della ricorrenza continuò nella seconda metà del XX secolo, soprattutto a partire dagli Stati Uniti. La tradizione dei biglietti amorosi cominciò a diventare secondaria rispetto allo scambio di regali, come scatole di cioccolatini, mazzi di fiori o gioielli.
In Italia, nella Historia di Terni, compilata da Francesco Angeloni e stampata a Roma nel 1646, non si trova il minimo accenno al patronato del santo sugli innamorati. Solo nel 1969 tale patronato è ricordato e posto in relazione a una tradizione anglosassone.
Il 14 febbraio, giorno di San Valentino, a Monselice i bambini salgono in processione al santuario di San Giorgio e ricevono una chiavetta di protezione contro l'epilessia, nota in Veneto come "male di San Valentino". A Vico del Gargano la stessa data è festeggiata una festa delle arance, il cui succo è usato come filtro d'amore. A Terni, infine, una gran varietà di eventi popolari e folcloristici è indetta in occasione della festa.
Nella società dei consumi il culto del santo ha subito un’ulteriore variazione. Il sociologo Roberto Segatori ha parlato  a proposito di “uso sociale di San Valentino” riconducendo il successo del santo alla straordinaria operazione di marketing promossa a livello mondiale da tutte quelle imprese che legano il loro successo economico alla commercializzazione di prodotti materiali di oggettificazione delle emozioni.

## Motti e proverbi
- Per San Valentino fiorisce lo spino[29]
- Per San Valentino la primavera sta vicino[30]
- A San Valentino ogni "Valentino" sceglie la sua "Valentina" (detto piuttosto antico)[16]

## Galleria d'immagini

### Valentine XIX secolo e inizio XX secolo

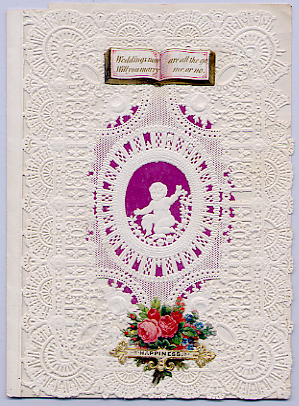
Valentina di Esther Howland (ca. 1850): Weddings now are all the go, Will you marry me or no
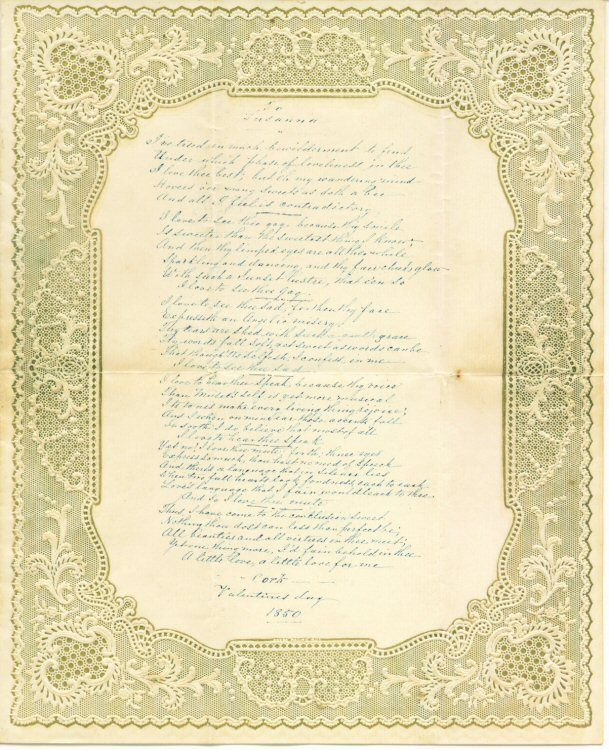
Poesia scritta a mano, A Susanna, datata San Valentino 1850 (Cork, Irlanda)
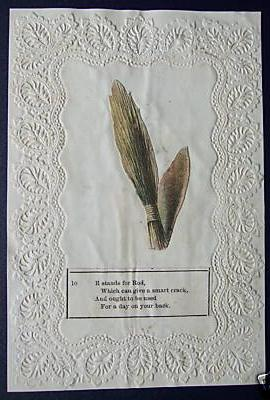
Valentina a fumetto, metà del XIX secolo: R stands for rod, which can give a smart crack, And ought to be used For a day on your back.
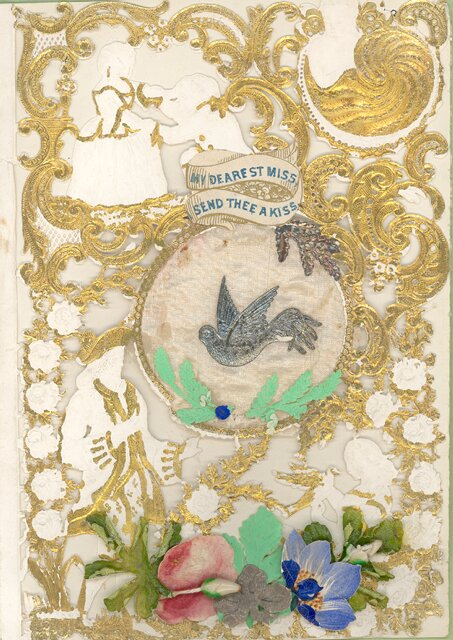
Valentina del 1862: My dearest Miss, I send thee a kiss
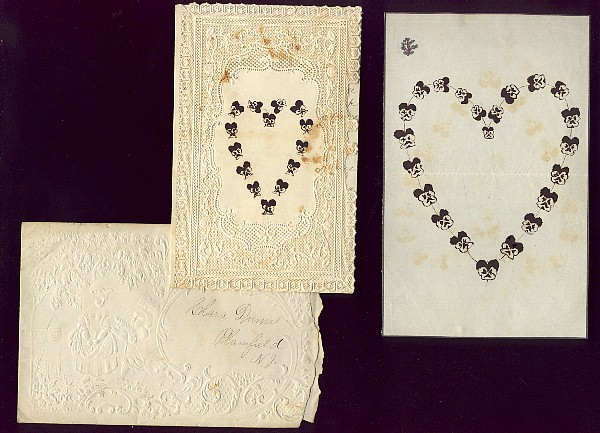
Valentina del 1875, a Clara Dunn di Newfield, New Jersey
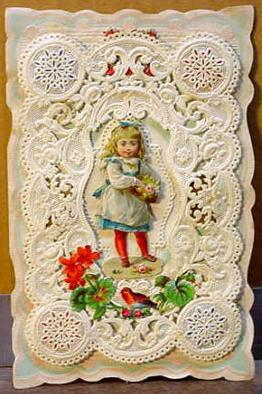
Valentina di George C. Whitney del 1887 (Whitney succedette a Howland alla direzione della New England Valentine Company nel 1881)

### Cartoline e biglietti tridimensionali 1900-1930

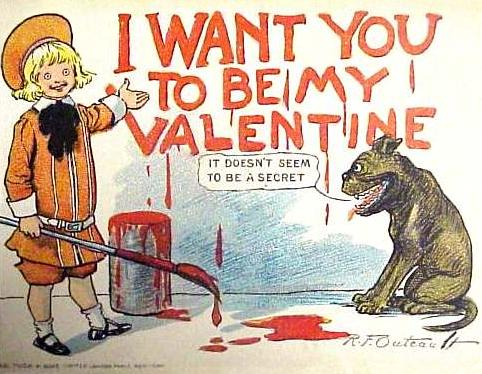
Cartolina Richard Felton Outcault, primi del novecento
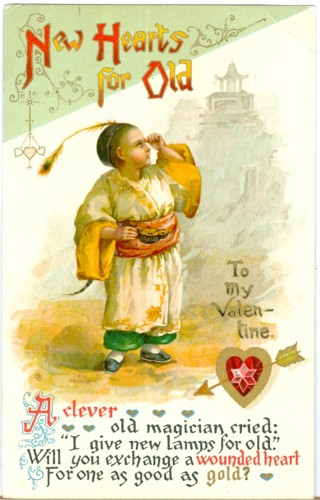
Cartolina di Nister, circa 1906
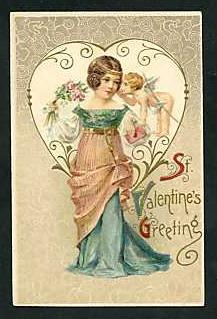
Cartolina circa 1900-1910
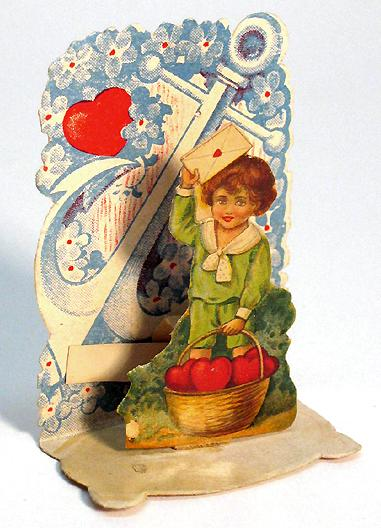
Cartolina tridimensionale, circa 1920
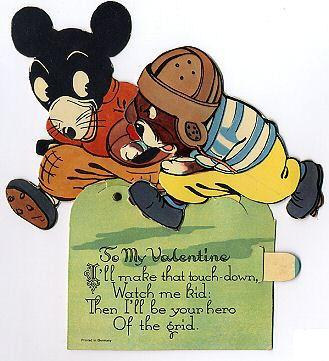
Cartolina mobile, circa 1920
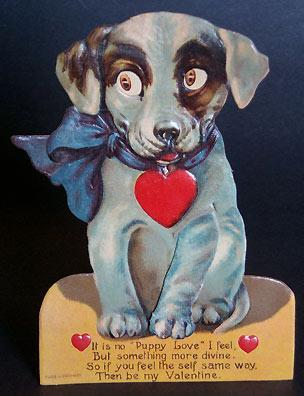
Cartolina mobile
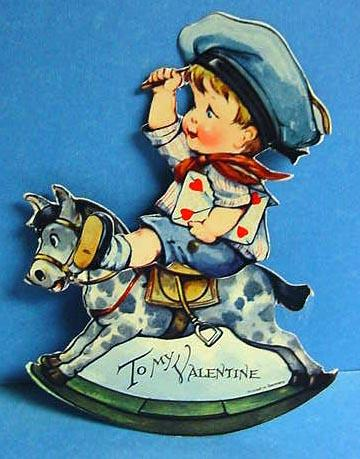
Cartolina mobile, circa 1920-1930